# 광명사거리역
광명사거리역(光明사거리驛, Gwangmyeongsageori station)은 경기도 광명시 광명동에 있는 서울 지하철 7호선의 지하철역이다. 개통 당시 역명은 광명역이었으나, 경부고속철도의 광명역이 개통되면서 현재의 광명사거리역으로 변경되었다. 목감천 하저터널로 천왕역과 연결된다. 광명사거리는 광명시 중 패션 문화의 거리로서 유명 패션 브랜드가 대거 입점하고 있는 곳이다.

## 역사
- 2000년 2월 29일 : 서울 지하철 7호선 온수역~신풍역 구간 개통과 함께 광명역(光明驛)으로 영업 개시
- 2004년 3월 29일 : KTX 경부고속철도 광명역 개통에 대비해 광명사거리역(光明사거리驛)으로 역명 변경

## 역 구조
승강장은 2면 3선의 혼합식 승강장으로, 스크린도어가 설치되어 있다. 출구는 10개가 있다. 도봉산, 장암 방면 측선 승강장은 과거에는 천왕차량사업소 출고 열차가 영업운행을 시작하는 승강장이었으나 현재는 신풍발 장암행 1대가 통과하는 용도로만 사용되고 있다.

### 승강장
| 철산 ↑   |
| \| 상 \| |
| ↓ 천왕   |

| 상행 | ● 서울 지하철 7호선 | 가산디지털단지 · 강남구청 · 상봉 · 도봉산 · 장암 방면 |
| 하행 | ● 서울 지하철 7호선 | 온수 · 부천종합운동장 · 신중동 · 부천시청 · 석남 방면 |

차량기지 입·출고선

## 역 주변
- 광명3동 행정복지센터
- 광명5동 행정복지센터
- 하나은행 광명지점
- 신한은행 광명지점
- 광명초등학교
- 광명전통시장 (광명시장)
- 광명중앙시장
- 맥도날드 광명사거리지점
- 스타벅스 광명사거리역점
- 배스킨라빈스 광명사거리역점
- 던킨도너츠 광명사거리역점
- 크로앙스 - 롯데시네마 광명(7층), 이마트 메트로 광명점(B2층)

## 이용객 변동
- 2000년 자료는 개통일인 2000년 2월 29일부터 12월 31일까지인 307일 기준으로 환산한 것이다.

| 노선  | 노선   | 일평균 인원수 (명/일) | 일평균 인원수 (명/일) | 일평균 인원수 (명/일) | 일평균 인원수 (명/일) | 일평균 인원수 (명/일) | 일평균 인원수 (명/일) | 일평균 인원수 (명/일) | 일평균 인원수 (명/일) | 일평균 인원수 (명/일) | 일평균 인원수 (명/일) | 각주  |
| 노선  | 노선   | 2000년                | 2001년                | 2002년                | 2003년                | 2004년                | 2005년                | 2006년                | 2007년                | 2008년                | 2009년                | 각주  |
| ----- | ------ | --------------------- | --------------------- | --------------------- | --------------------- | --------------------- | --------------------- | --------------------- | --------------------- | --------------------- | --------------------- | ----- |
| 7호선 | 승차   | 14,848                | 20,687                | 23,477                | 24,317                | 24,611                | 25,226                | 26,020                | 26,094                | 26,226                | 26,269                | [ 3 ] |
| 7호선 | 하차   | 13,478                | 18,584                | 21,012                | 22,183                | 22,563                | 23,033                | 23,129                | 23,264                | 23,424                | 24,255                | [ 3 ] |
| 7호선 | 승하차 | 28,326                | 39,271                | 44,489                | 46,500                | 47,174                | 48,259                | 49,149                | 49,358                | 49,650                | 50,524                | [ 3 ] |
| 노선  | 노선   | 2010년                | 2011년                | 2012년                | 2013년                | 2014년                | 2015년                | 2016년                | 2017년                | 2018년                | 2019년                | [ 3 ] |
| 7호선 | 승차   | 27,250                | 28,391                | 29,055                | 29,270                | 28,856                | 28,267                | 27,841                | 27,101                | .                     | .                     | [ 3 ] |
| 7호선 | 하차   | 25,619                | 26,756                | 27,549                | 27,876                | 27,516                | 27,136                | 26,934                | 26,335                | .                     | .                     | [ 3 ] |
| 7호선 | 승하차 | 52,869                | 55,147                | 56,604                | 57,146                | 56,372                | 55,403                | 54,775                | 53,436                | .                     | .                     | [ 3 ] |
| 노선  | 노선   | 2020년                | 2021년                | 2022년                | 2023년                | 2024년                | 2025년                | 2026년                | 2027년                | 2028년                | 2029년                | [ 3 ] |
| 7호선 | 승차   | .                     | .                     | .                     | .                     | .                     | .                     | .                     | .                     | .                     | .                     | [ 3 ] |
| 7호선 | 하차   | .                     | .                     | .                     | .                     | .                     | .                     | .                     | .                     | .                     | .                     | [ 3 ] |
| 7호선 | 승하차 | .                     | .                     | .                     | .                     | .                     | .                     | .                     | .                     | .                     | .                     | [ 3 ] |

## 사진

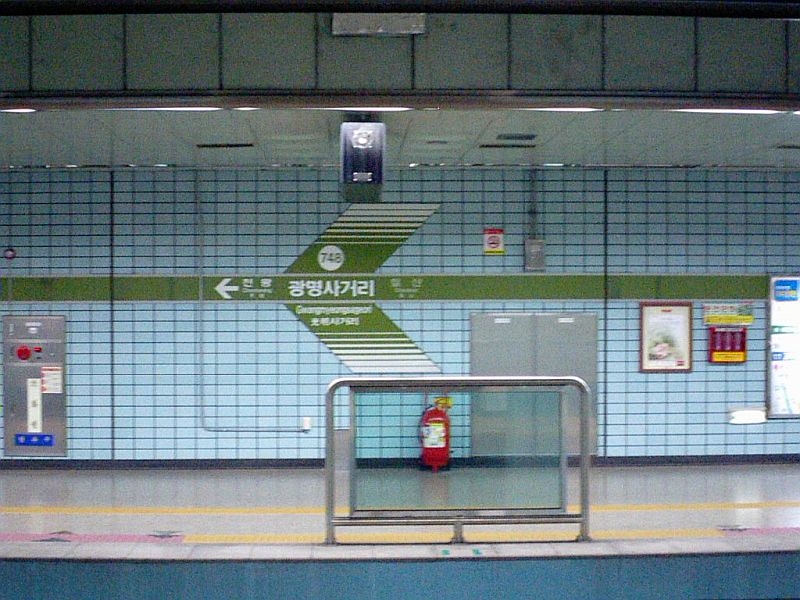
승강장 (스크린도어 설치 전)
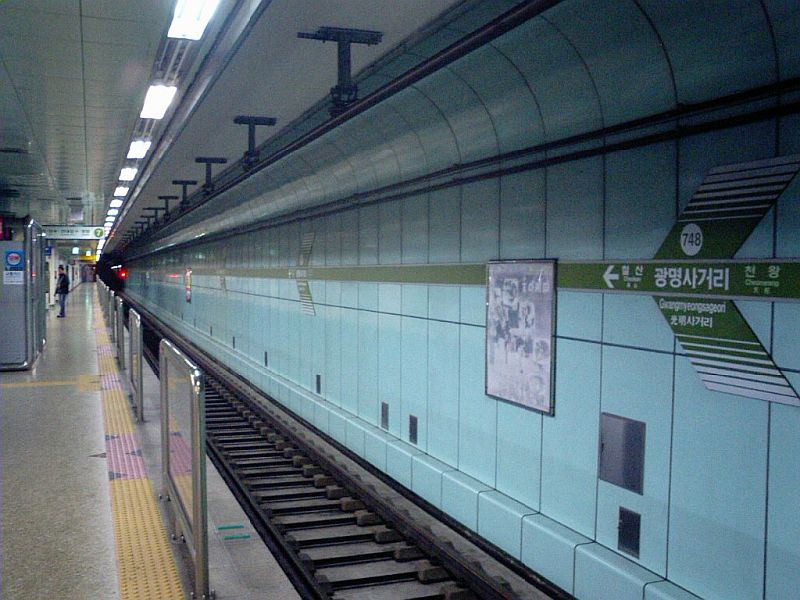
장암방향 선로 (스크린도어 설치 전)
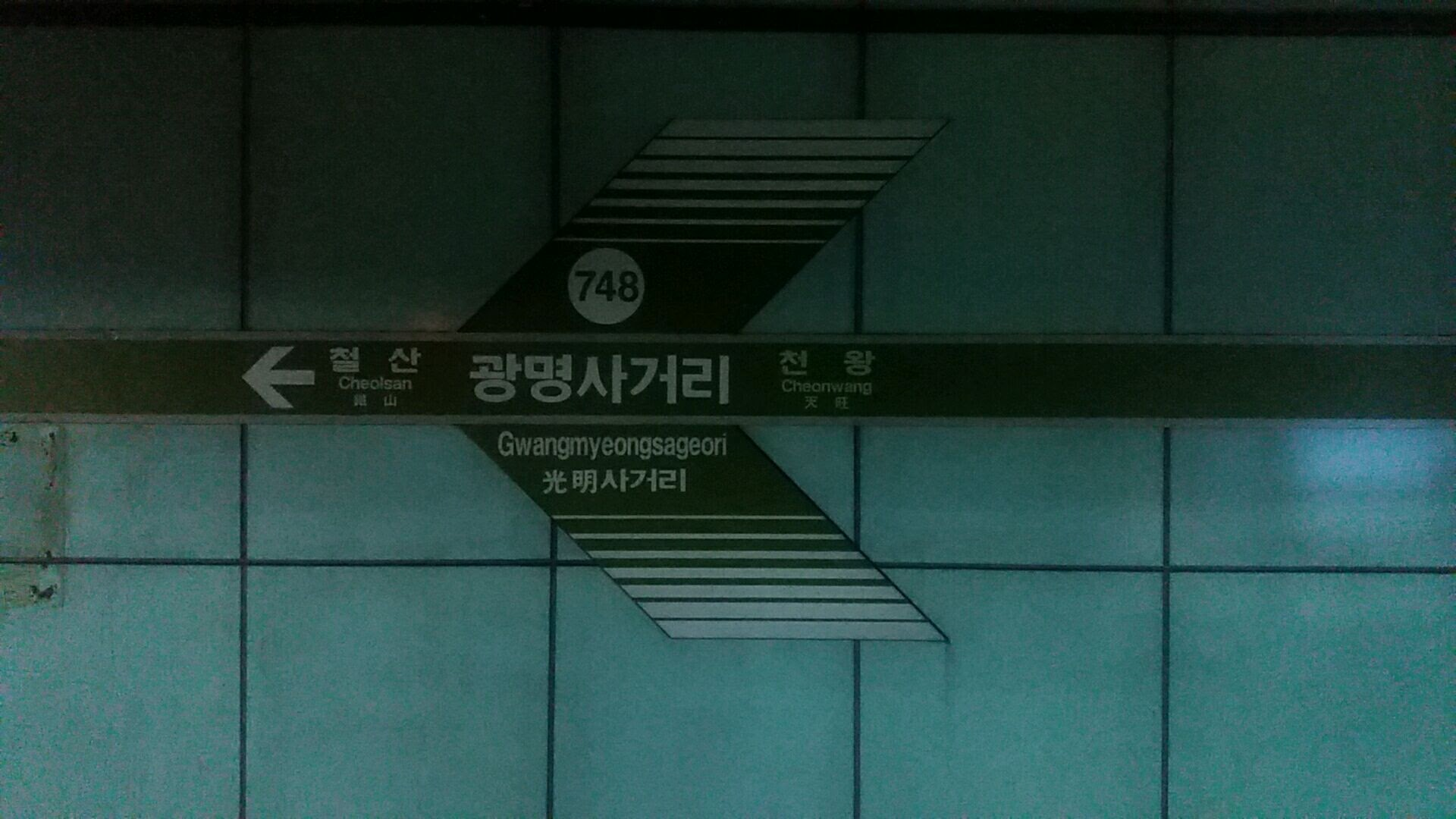
벽면 역명판

## 인접한 역
| 서울 지하철 7호선  | 서울 지하철 7호선   | 서울 지하철 7호선  |
| ------------------ | ------------------- | ------------------ |
| 747 철산 장암 방면 | ● 서울 지하철 7호선 | 749 천왕 석남 방면 |